# Denkmalgeschützte Objekte im Bezirk Bludenz
Im Bezirk Bludenz bestehen 323 denkmalgeschützte Objekte. Die unten angeführte Liste führt zu den Gemeindelisten und gibt die Anzahl der Objekte an.
| Gemeindeliste         | Objektanzahl |
| --------------------- | ------------ |
| Bartholomäberg        | 18           |
| Blons                 | 4            |
| Bludenz               | 54           |
| Bludesch              | 7            |
| Brand                 | 7            |
| Bürs                  | 8            |
| Bürserberg            | 2            |
| Dalaas                | 11           |
| Fontanella            | 5            |
| Gaschurn              | 17           |
| Innerbraz             | 9            |
| Klösterle             | 9            |
| Lech                  | 20           |
| Lorüns                | 3            |
| Ludesch               | 5            |
| Nenzing               | 29           |
| Nüziders              | 7            |
| Raggal                | 8            |
| St. Anton im Montafon | 1            |
| St. Gallenkirch       | 19           |
| St. Gerold            | 2            |
| Schruns               | 22           |
| Silbertal             | 6            |
| Sonntag               | 9            |
| Stallehr              | 2            |
| Thüringen             | 9            |
| Thüringerberg         | 2            |
| Tschagguns            | 12           |
| Vandans               | 16           |